# Synsphyronus christopherdarwini
Espèce
Synsphyronus christopherdarwini est une espèce de pseudoscorpions de la famille des Garypidae.

## Distribution
Cette espèce est endémique du Wheatbelt en Australie-Occidentale. Elle se rencontre dans la réserve Charles Darwin.

## Description
Le mâle holotype mesure 3,45 mm et la femelle paratype 4,00 mm, les mâles mesurent de 3,37 à 3,84 mm et les femelles de 4,00 à 4,31 mm.

## Étymologie
Cette espèce est nommée en l'honneur de Christopher Darwin.

## Publication originale
- Harvey, 2012 : A new species of Synsphyronus (Pseudoscorpiones: Garypidae) from Western Australia. Records of the Western Australian Museum, vol. 27, no 1, p. 55-61 (texte intégral).